# Аслым, Айлин
Айлин Аслым (тур. Aylin Aslım) — турецкая певица, автор песен, актриса, активная участница кампаний, защищающих женские права, поддерживает организацию Гринпис.

## Биография
Айлин Аслым родилась в турецкой семье 14 февраля 1976 года в городе Лих, Гессен, Германия. Когда ей было полтора года, семья вернулась в Турцию, но вскоре родители снова уехали в Германию, оставив Айлин на воспитание бабушке. Айлин училась в Анатолийском лицее имени Ататюрка в Бешикташе, выпускница Босфорского университета (учитель английского языка).

### Начало музыкальной карьеры
Начиная с 1994 года Айлин исполняла песни иностранных исполнителей. В 1996 году она стала вокалисткой рок-группы Zeytin, с которой выступала на сцене Стамбульского клуба Kemancı. Помимо работы в группе, Айлин училась и давала уроки английского. Через полтора года она ушла из группы в связи с тем, что ей хотелось исполнять другую музыку и что-то изменить в своей жизни.
В 1998 году она стала второй на Roxy Müzik Günleri, а в 1999 году получила специальную премию жюри (Roxy Müzik Günleri — это конкурс молодых исполнителей, проводится ежегодно в стамбульском клубе Roxy, в 2010 году конкурс состоялся в 15-й раз, и Айлин является там членом жюри..
В 1998 году Айлин основала группу Süpersonik, которая исполняла электронную музыку. Некоторое время в этой группе играл и Хайко Джепкин.

### Gelgit(2000)
Свой первый альбом Айлин начала писать в 1997 году, в этом же году он был закончен. Однако, из-за необычного звучания, звукозаписывающие компании не хотели рисковать, и альбом был выпущен спустя несколько лет.
В 2000 году вышел первый альбом Айлин «Gelgit», электронный, мягкий, несколько наивный, в него вошли её первые песни, написанные в возрасте 20 лет. Альбом стал первым в Турции в стиле электро-поп. Альбом плохо продавался, Айлин сама искала места где выступать. По словам Айлин, ей, как кому-то, желающему рассказать что-то своей музыкой, электронная музыка не могла дать достаточно энергии и динамизма. В Турции это всё ещё оставалось достаточно андеграундной вещью. Разочаровавшись в музыкальной индустрии, она вообще перестала писать песни лет на пять.
В это время Айлин занималась организацией концертов и фестивалей в качестве музыкального редактора. Так, в 2000 году она приняла участие в организации фестиваля H2000, в рамках которого участвовала наряду с BUSH, Chumbawamba, GusGus, Lamb, Jay Jay Johanson. Начиная с 2001 года занимается организацией фестивалей H2000, Creamfieds и Rockistanbul, а также открывала концерты Tindersticks, HIM, Placebo, Macy Gray и Queen Adreena.
В 2003 году вместе с Mor ve Ötesi, Athena, Бюлентом Ортачгилем, Vega, Феридуном Дюзагачем, Bulutsuzluk Özlemi и Кораем Джандемиром принимает участие в записи сингла Savaşa Hiç Gerek Yok, ставшего своего рода антивоенным гимном.
В 2003 году её песня Senin Gibi была исполнена греческой поп-певицей Teresa на греческом языке и вышла в Турции в 2005 году.
В 2004 году Айлин исполнила песню Kimdi Giden Kimdi Kalan, вошедшую в альбом Murathan Mungan (Муратхан Мунгана) «Söz Vermiş Şarkılar». В этом же году она вместе с диджеем Mert Yücel (Мерт Йюджел) записала песню Dreamer (в этой работе Айлин использовала псевдоним Mish Mish), сингл на английском языке, изданный в Англии на Baroque Records UK и ставший 3-м в Англии в чарте Balance Chart UK и первым в США в Balance Chart USA. Кроме того, в 2004 году Фатих Акын в фильме «Duvara Karşı» («Головой о стену») использовал песню Айлин Senin Gibi из её первого альбома.
В 2005 году Айлин получила роль в фильме Теомана «Вalans ve Manevra» и записала для фильма саундтрек, исполнив песню Теомана Bazı Yalanlar. Так же, в 2005 году, песня из первого альбома Айлин Keşke была взята в качестве саундтрека для фильма Кутлуга Атамана «Две девушки», снятого по одноимённому роману Перихан Магден.

### Gülyabani(2005)
В апреле 2005 года вышел второй альбом Айлин Gulyabani, который был выпущен под названием «Aylin Aslım ve Tayfası». Альбом, по сравнению с первым, был более поп-роковым, имел некоторые этнические следы и стал популярнее первого. На песни Gülyabani, Ben Kalender Meşrebim и Ahh были сняты клипы. После выхода альбома Айлин выступала с концертами по всей Турции около 3 лет.
В июне 2005 года вышел новый альбом Y.O.K группы Çilekeş, в записи которого приняла участие и Айлин, записав вместе с группой песню Yetmiyor. Также она снялась в клипе к этой песне.
В 2006 году вместе с Огюном Санлысоем) записала песню Kendin Oldun. Чуть позже вместе с группой Bulutsuzluk Özlemi спела песню Bağdat Kafe и снялась в клипе. А в 2007 году приняла участие в концерте Bulutsuzluk Özlemi 20. Yıl, приуроченному к 20-летию музыкальной деятельности коллектива, спев вместе с группой 2 песни Yüzünde Yaşam Izleri Vardı и Bağdat Kafe.
В 2007 году для альбома с песнями Онно Тунч записала песню Bir Çocuk Sevdim, ранее исполняемую Сезен Аксу.
В 2008 году принимает участие в проекте Rock Sınıfı, или «Рок класс», который включал CD, видео и интерактивный сайт с играми, песнями и стихами. Её работа, возвращающая к прошлому, песня Madde получила видеоверсию и стала широко популярна среди детей до 13.
Ещё в 2005 году в песне Güldünya Айлин Аслым подняла вопрос о насилии в семье, но как только песня вышла, она оказалась под запретом. Айлин много времени проводила на семинарах, собирании кампаний по женским правам. «Когда люди вокруг меня умирают или умирают в городах этой страны я должна об этом сказать.. когда об этом никто не говорит это делает тебя единственной и тебя видят в роли адвоката, это стало главным в моей музыкальной индивидуальности», — говорит она. [Rock’n Coke] Пытаясь привлечь внимание к проблеме насилия и жестокости в семьях и решить её, в 2008—2009 годах Айлин принимает участие в спонсируемой Hürriyet кампании «Нет домашнему насилию», в рамках которой был записан альбом и состоялся концерт Güldünya Şarkıları, в котором приняло участие 13 известных женщин-артисток. Организаторами для названия кампании была выбрана песня Айлин Güldünya, которая также вошла и в альбом. Песню Güldünya исполнила Сезен Аксу, что для самой Айлин стало большим событием. Айлин же исполнила песню Nilüfer (Нилюфер) Karar Verdim. вот что говорит сама Айлин об участии в концерте:

«Если бы можно было концертом и альбомом сделать один шаг чтобы к этому вопросу привлечь внимание и его решить и если в этом есть хоть часть моей заслуги я буду счастлива»
Оригинальный текст (тур.)Yapılan konser ve albümle bu soruna dikkat çekmek ve çözmek anlamında bir adım atılabilmişse ve benim bunda bir payım olabildiyse bundan mutluluk duyarım.

Айлин не стесняется публично высказывать свою точку зрения во всех вопросах начиная от прав женщин и заканчивая пренебрежительным отношением правительства приводящим к увеличивающемуся насилию на улицах, она противостоит неосведомленным медиа поднимая шум. Журналисты, в том числе журналисты женщины, часто спрашивают Аслым не была ли она сама жертвой плохого обращения. Её ответ обычно одинаков:

«Должны ли вы иметь большую проблему в вашем саду, чтобы заботиться об окружающей среде?»
Оригинальный текст (англ.)Do you have to have a big problem in your garden to care about the environment?

В конце 2008 года она была приглашена выступить на Мировом Музыкальном фестивале в Нидерландах. В Стамбуле она выступала с Orient Expressions, всемирно известной фольк певицей Sabahat Akkıraz (Сабахат Аккираз) и начинающей репершей Ayben (Айбен).
В 2009 году исполненные ею песни Ben Yaptım и Yok Olduk вошли в альбом Selim Demirdelen (Селим Демирделен) Dut Ağacı.
Айлин написала песню Siz для Ханде Йенер, которая вошла в альбом Hayrola?, а также записала песню Der Garten с немецкой группой Letzte Instanz, которая вошла в их альбом Schuldig.

### Canını Seven Kaçsın(2009)
22 апреля 2009 года в Стамбульском клубе JJ Balans Performance Hall состоялась презентация третьего альбома Айлин «Canını Seven Kaçsın», релиз которого состоялся 10 июня 2009 года. В альбом вошло 8 песен, слова и музыку к которым Айлин Аслым написала сама, разделив продюсирование альбома с Сарпом Оздемиролу (Sarp Özdemiroğlu). Формированием звучания альбома занимались гитарист группы Övünç Dan (Овюнч Дан), Safa Hendem (Сафа Хендем) и Сарп Оздемиролу.
Альбом начинается с песен с агрессивным тоном, который потом несколько смягчается и в конце концов заканчивается очень оптимистичной песней Güzel Günler. Многие песни в «Canını Seven Kaçsın» о любви и отношениях, в некоторых из которых говорится о «… идиотах которые используют женщин в своих целях или угнетают их», говорит Айлин. Энергичное, динамичное и органичное звучание альбома, состоит из İndie-Rock-Punk и Riot Grrrl (İsyankar Kızlar) течений, альтернативы, протеста, сопротивления двуличию, феминизма и бунта, очень быстрых ритмов, пылающих гитар, агрессивных ударных, отчаянных басов, эмоционального и мощного вокала.
Айлин:

«От последнего альбома до теперь „Canını Seven Kaçsın“ стал отражением всего хорошего что я накопила. У меня было несколько набросков песен и баллад.
Но я не использовала то что не соответствует духу этого альбома. В этом альбоме 8 особенных песен.»
Оригинальный текст (тур.) Son albümden bu yana biriktirdiğim şeylerin güzel bir yansıması oldu ‘Canını Seven Kaçsın’. Elimde birçok parça eskizi ve balad vardı. Ama bu albümün ruhuna uymayacağı için kullanmadım. Özellikle seçilmiş sekiz şarkı var albümde.

На обложке альбома Айлин похожа на амазонку и женщину из племени индейцев. Певица объясняет такой выбор образа:

«Мы старались показать характер женщины, не разорвавшей связи с дикой природой. Не подавляя свою природу, не убивая, не превращаясь в кого то другого, себя сохранить не легко. Этот имидж соответствует смелости и открытости в словах песен. По-моему источник проблем современных людей, то что они отдалились от природы. Существуют не дотрагиваясь к деревьям, не ступая на землю. Я думаю спокойствие и ясность ума можно обеспечить, только вернувшись к природе.»
Оригинальный текст (тур.) Vahşi doğa ile bağını koparmamış bir kadın karakter ortaya çıkarmaya çalıştık. Kendi doğasını ezdirmeden, öldürmeden, başkalarının istediği şeye dönüşmeden kendini koruyabilmek kolay değil. Bu imaj, şarkı sözlerindeki cesaret ve açıklıkla da örtüşüyor. İnsanların günümüzdeki sorunlarının kaynağı, doğadan uzaklaşmış olmaları bence. Ağaca dokunmadan, toprağa basmadan yaşamaları. Yaratıcılığı körükleyecek dinginliğin ve akıl berraklığının, ancak doğaya dönerek sağlanacağını düşünüyorum.

В отличие от агрессивных и несколько ядовитых песен в начале альбома, завершают его 3 песни — мягкие, наивные.

« K.A.L.P, Aşk Geri gelir с первого раза такими получились. И печальные, и наивные. У меня был очень близкий друг, который переехал в другую страну. И я совсем не предполагала, что однажды он вернется и поселится совсем рядом с моим домом. Мы как прежде начали иметь возможность видеться. Для меня это было просто чудесно, Arkadaşlar geri gelir, aşk geri gelir (друзья возвращаются, любовь возвращается) так и получилось.»
Оригинальный текст (тур.)‘K.A.L.P’, ‘Aşk Geri gelir’ bir kerede çıkmış şarkılar. Hem hüzünlü, hem naifler. Başka bir ülkeye taşınmış çok yakın bir arkadaşım vardı. Hiç tahmin etmediğim bir zamanda geri geldi ve evimin çok yakınına taşındı. Biz eskisi gibi görüşebilmeye başladık. Bu bana çok iyi gelmişti, ‘Arkadaşlar geri gelir, aşk geri gelir’ böyle çıktı.

3 июля 2009 года Айлин приняла участие в Урла-Измир на «Zephyr Rock Festivali», а 18 июля 2009 года в Стамбуле на фестивале Rock’n Coke.
23 декабря 2009 года на концерте Джема Адриана в Beyoğlu Hayal Kahvesi спела с ним дуэтом свою песню Senin Gibi.

### Zümrüdüanka(2013)

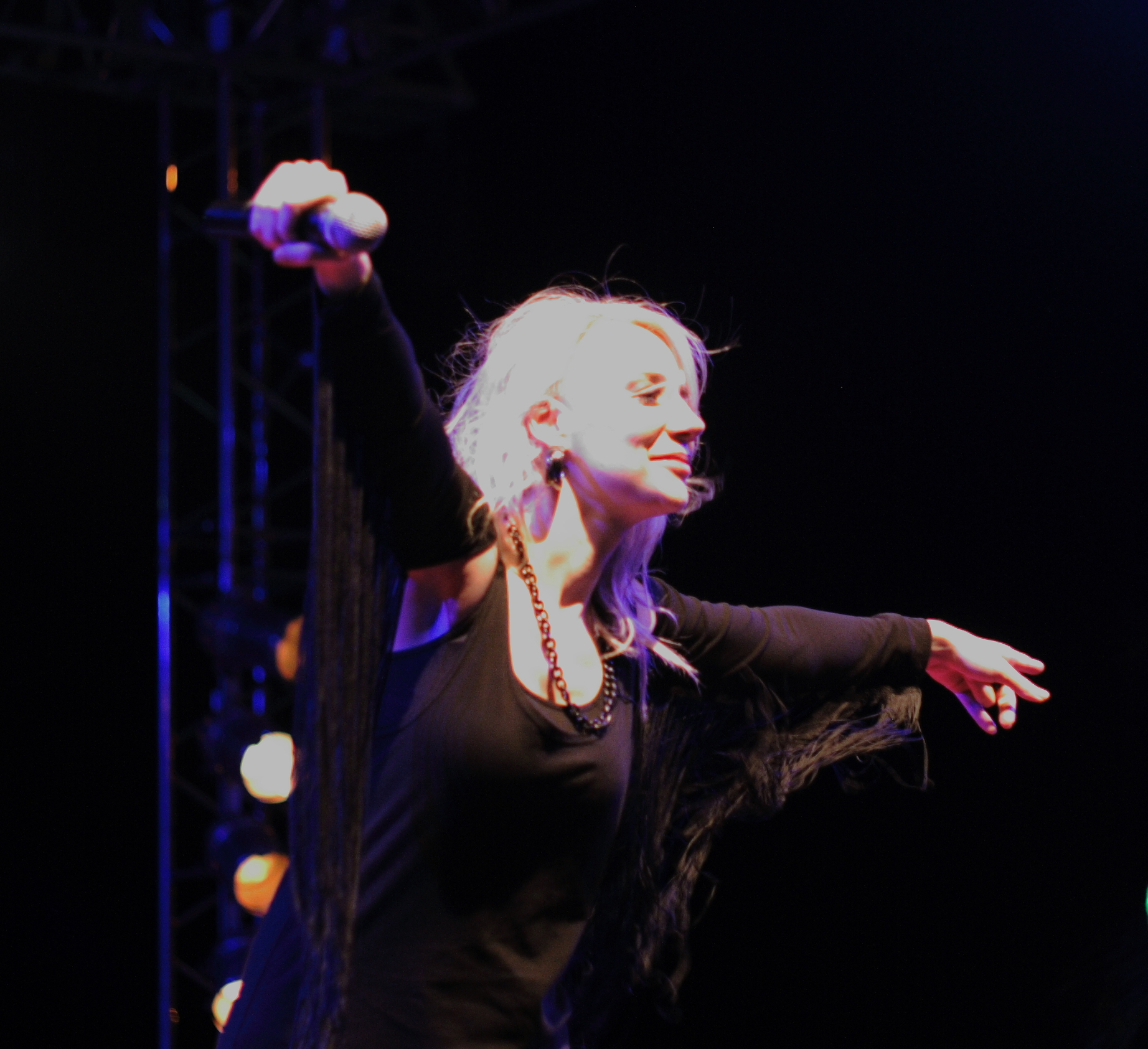
Айлин Аслым, 2013

В день своего рождения, 14 февраля, Айлин представила новую песню под названием İki Zavallı Kuş. Песня была записана вместе с Teoman (Теоманом) и стала первой для музыканта после возвращения в музыку. Как оказалось, İki Zavallı Kuş была не просто новой песней — это был первый сингл нового альбома.
8 марта 2013 года вышел четвёртый альбом Айлин под названием «Zümrüdüanka». В альбоме 8 песен, две из которых являются каверами — Hasret (песня Сезен Аксу, написанная Atilla Özdemiroğlu и Aysel Gürel) и Ölünür de (автор Övünç Dan (Овюнч Дан). Автором слов других песен в альбоме является сама Айлин, музыка к песням Zümrüdüanka и Usta написана ею самостоятельно, а ко всем другим — в соавторстве с Övünç Dan (Овюнч Дан). «Zümrüdüanka» — это первый альбом Айлин, в котором присутствуют дуэты. Песня İki Zavallı Kuş спета вместе с Теоманом, а Af — с Cem Adrian (Джем Адриан). Главными темами альбома стали грусть и любовь.
Презентация альбома состоялась 13 апреля 2013 года в стамбульском концертном зале IKSV.

## Продолжение карьеры (2010—2012)

### 2010
В 2010 году Айлин приняла участие в проекте, посвященном 20-летию организации по защите женщин Mor Çatı (организация, созданная для консультирования женщин и поддержки борьбы против домашнего насилия). В рамках этой акции 8 дизайнеров Турции разработали дизайн футболок, а известные турецкие женщины внесли свой вклад в защиту женщин и детей, подвергшихся насилию, надев эти футболки.
22.03.2010 Айлин принимает участие в проекте Dinleyici Destek Projesi на Açık Radyo (Ачык Радио) в качестве ведущей, её гостем был Хайко Джепкин.
21 июля 2010 года выступила на концерте, посвященном 40-летию творческой деятельности Бюлента Ортачгила, где исполнила его песню Mavi Kus.
В 2010 году Айлин присоединилась к числу активистов Гринпис, выступающих против ядерной энергии. А также поддерживает кампанию 2 Milyon İstanbullu, протестующую против строительства третьего моста через Босфор, вследствие которого могут быть погублены 2 млн деревьев.
5 октября 2010 года на канале Dream TV состоялась премьера клипа на песню Aşk Geri Gelir из третьего альбома Айлин.
17 октября 2010 года на канале Haber Türk вышла в эфир телепрограмма «Kıyıdan», музыкальным сопровождением которой является одноименное тюркю, исполненное Айлин.
11 декабря 2010 года состоялся вечер памяти Ахмета Кая (Ölümünün 10. Yılında) куда также была приглашена и Айлин. Она исполнила песню İçimde Ölen Biri Var.

### 2011

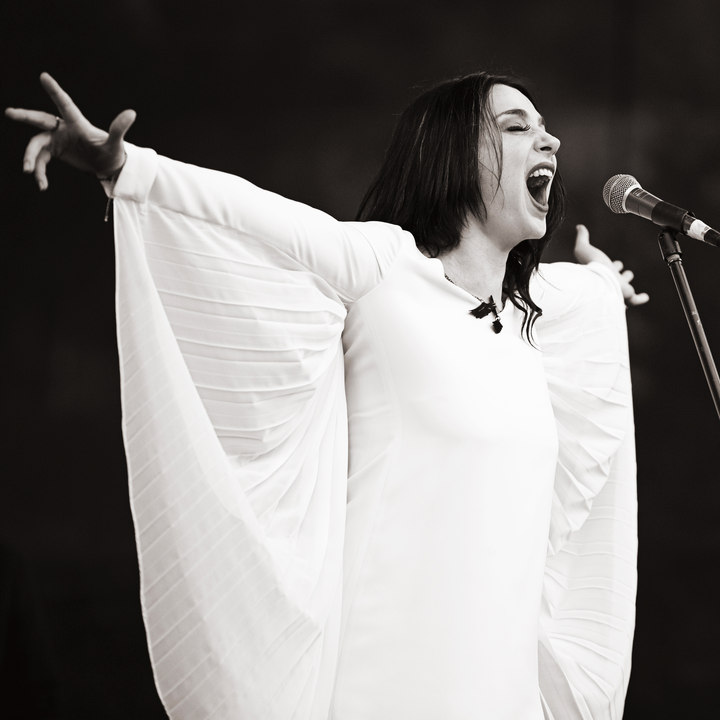
выступление на Van için rock

13 марта 2011 на канале HaberTürk состоялась премьера музыкальной передачи Ses…Bir…Iki…Üç, ведущими стали Айлин и Mehmet Çağçağ. В прямом эфире, в чудесной и душевной обстановке ведущие и их гости обсуждают различные темы, делятся своими планами, достижениями и поют! С нового сезона, начавшегося в сентябре 2011 года, немного изменился формат программы — теперь во время эфира в студии побывает не один гость, а два, а единственной ведущей стала Айлин. С момента появления Ses…Bir…Iki…Üç в эфире в гостях у Айлин побывали Mor ve Ötesi, Redd, Cem Adrian, Moğollar, Gripin, Хайко Джепкин, Baba Zula, Yasemin Mori и многие другие.
После землетрясения 23 октября 2011 года в провинции Ван Айлин принимает активное участие в помощи пострадавшим от землетрясения. Она стала одним из участников благотворительного концерта Van için rock, который состоялся 30 октября в Стамбуле. На средства, собранные музыкантами, будет построена школа в пострадавшем регионе, о чём 7 декабря был подписан протокол в Анкаре.
В 2011 году Айлин вошла в состав жюри премии «Новые таланты» организации DOCUMENTARIST, созданной по инициативе группы молодых документалистов под эгидой Avrasya Sanat Kolektifi (Евразийского художественного коллектива). Целью данной награды обозначено стимулирование нового поколения кинематографистов-документалистов.

### 2012
В начале 2012 года на экраны вышел сериал SON, в котором Айлин сыграла роль певицы Селен — лучшей подруги главной героини.
20 января 2012 года приняла участие в концерте, посвящённом памяти армянского журналиста Гранта Динка, убитого в Стамбуле.
3 и 24 февраля Айлин была специальным гостем на концерте Mor ve Ötesi и спела вместе с группой песню Camgezer.
В мае Айлин была включена в состав жюри второго ежегодного вручения премий в рекламной индустрии «Гнилое яблоко». Церемония награждения состоялась 16 июня 2012 г.
В конце весны начались съемки нового фильма известного турецкого режиссёра Реха Эрдема — «Şarkı Söyleyen Kadınlar» («Поющие женщины»), в котором Айлин разделила одну из главных ролей. Съемки продолжительностью восемь недель должны были проводиться на острове Бююкада. На съемках Айлин и сломала ногу, но по выздоровлении её участие в съемках продолжилось.
4 июля 2012 года выступила на фестивале Tuborg Goldfest в Стамбуле.
Летом 2012 года Айлин наряду с другими известными деятелями кино, музыки и телевидения поддержала проект «Ses ver!», направленный против строительства гидроэлектростанций. Под руководством Корхана Озйылдыза, солиста группы Marsis, было подготовлено видео, в котором под слоганом «Дай голос против ГЭС» выступили участники проекта. Они полагают, что в их стране нет необходимости в использовании гидроэлектроэнергии, и готовы выступать против каждого проекта, разрушающего жизнь и природу. С такой скоростью продолжение причинения ущерба географии, в которой они живут, участники сравнивают с переломом ветки, на которой сидишь. И поэтому считают, что уже пришло время дать громкий голос против всего, причиняющего вред жизни, и против гидроэлектростанций. В этом видео Айлин принадлежат слова: «Пришло время помириться с жизнью и природой».

## Музыка

### Музыканты, с которыми работает Айлин
- Айча Сарыгюль — бас
- Барыш Йылдырым — гитара
- Мерт Алкайа — ударные

За все время своей музыкальной деятельности Айлин работала, выступала и записывала песни с такими музыкантами:
- Mor ve Ötesi
- Джем Адриан
- Redd
- Erdem Yener
- Bulutsuzluk Özlemi
- Çilekeş
- Letzte Instanz
- Ayben
- Sabahat Akkıraz
- Йенер, Ханде
- Санлысой, Огюн

### О Евровидении
Айлин о Евровидении:

Если бы и хотела мне никто не предлагал. Я так не могу танцевать и прочее. На Евро ты должен и бегать как лошадь, и танцевать, и прочее да ещё и песню петь. мне это совсем не подходит. Когда я была молодая, чудесно было принимать участие в Roxy Müzik Günleri, но очевидно что с моим опытом и возрастом принимать участие в конкурсе бесполезно
Оригинальный текст (тур.){{{2}}}

## Награды
В 1998 году она стала второй на Roxy Müzik Günleri, а в 1999 году получила специальную премию жюри.
В 2009 году по версии Galatasaray Üniversitesi Айлин признана лучшей рок-певицей (En iyi kadın rock şarkıcısı)  (недоступная ссылка)
По версии журнала Billboard Türkiye (выпуск за январь 2010 года № 39) в списке лучших турецких 50 турецких музыкальных альбомов 2000—2010 годов альбом Айлин Gülyabani находится на 32 месте.

### Чарты
- Balance Chart UK — 3 (2004) (Mert Yucel & Mish Mish — Dreamer (2004) Baroque Records UK)
- Balance Chart USA — 1 (2004) (Mert Yucel & Mish Mish — Dreamer (2004) Baroque Records UK)
- альбом Canını seven kaçsın — 3 (июль 2009 года), хит-парад турецких музыкальных альбомов, составленный согласно еженедельным чартам музыкального магазина D&R, опубликован в журнале Blue Jean за август 2009 года, выпуск № 8
- альбом Canını seven kaçsın — 4 (сентябрь 2009 года), хит-парад турецких музыкальных альбомов, составленный согласно еженедельным чартам музыкального магазина D&R, опубликован в журнале Blue Jean за октябрь 2009 года, выпуск № 10
- альбом Canını seven kaçsın — 10 (декабрь 2009 года), хит-парад турецких музыкальных альбомов, составленный согласно еженедельным чартам музыкального магазина D&R, опубликован в журнале Blue Jean за январь 2010 года, выпуск № 01
- альбом Canını seven kaçsın — 10 (январь 2010 года), хит-парад турецких музыкальных альбомов, составленный согласно еженедельным чартам музыкального магазина D&R, опубликован в журнале Blue Jean за февраль 2010 года, выпуск № 02
- сингл Sen mi — 7 (июль 2009 года), хит-парад турецких синглов, составленный согласно еженедельным чартам различных турецких радиостанций, опубликован в журнале Blue Jean за август 2009 года, выпуск № 8
- сингл Hoşuna gitmedi mi? — 5 (декабрь 2009 года), хит-парад турецких синглов, составленный согласно еженедельным чартам различных турецких радиостанций, опубликован в журнале Blue Jean за январь 2010 года, выпуск № 01
- сингл Hoşuna gitmedi mi? — 10 (январь 2010 года), хит-парад турецких синглов, составленный согласно еженедельным чартам различных турецких радиостанций, опубликован в журнале Blue Jean за февраль 2010 года, выпуск № 02

## Дискография

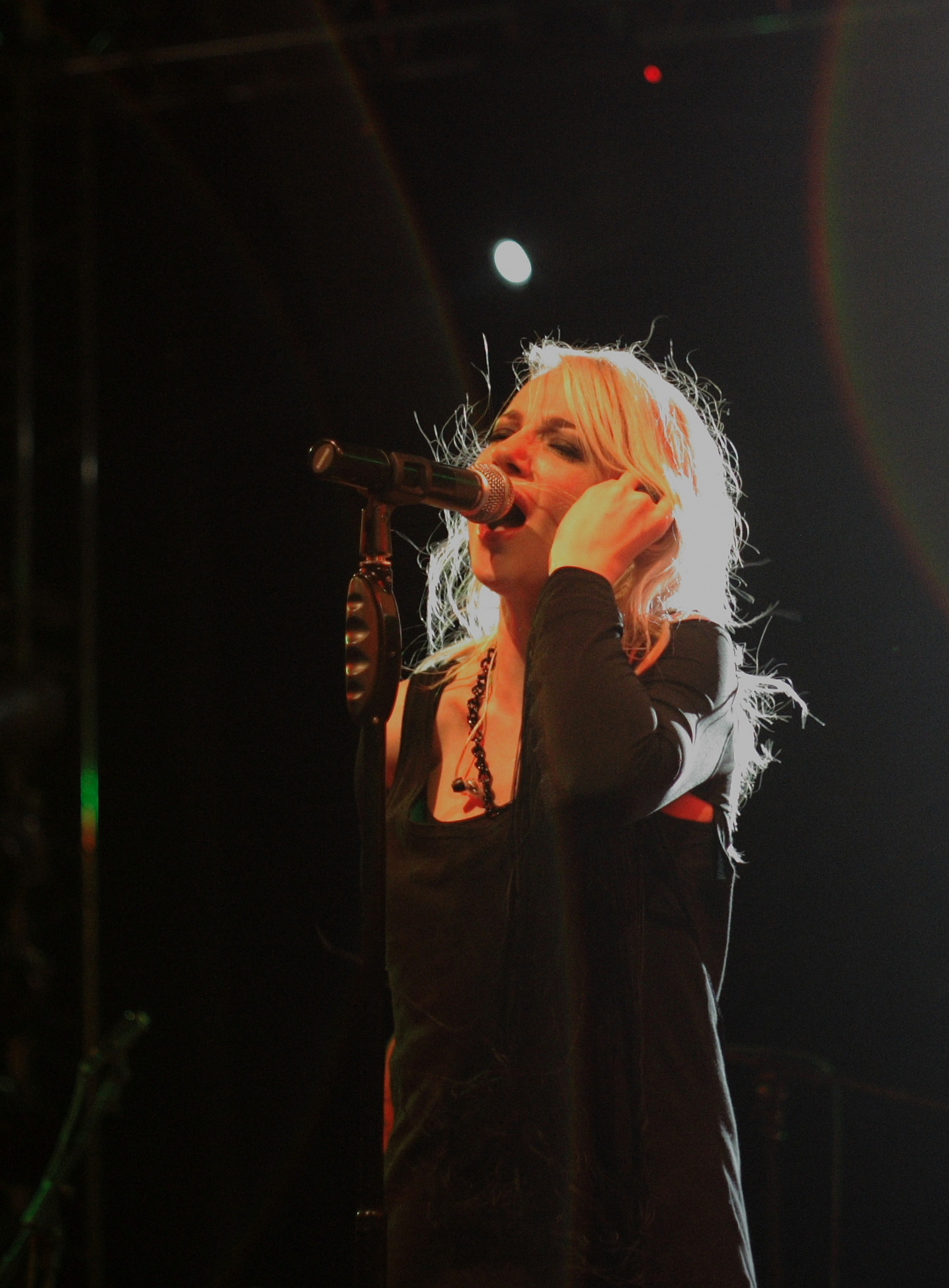

### Студийные альбомы
- Gelgit — 2000
- Gülyabani — 2005
- Canını Seven Kaçsın — 2009
- Zümrüdüannka — 2013

### Клипы
- Senin Gibi
- 4 Gün 4 Gece
- Zor Günler (Umudum Var)
- Gülyabani
- Ben Kalender Meşrebim
- Ahh
- Madde
- Sen Mi?
- Hoşuna Gitmedi Mi
- Aşk Geri Gelir

### Сборники
- Savaşa Hiç Gerek Yok (2003)
- Murathan Mungan Söz Vermiş Şarkılar (2004)
- Mert Yucel — Dreamer (2004) Baroque Records UK
- Çilekeş Y.O.K (2005) — Yetmiyor
- Ogun Sanlisoy (2006) — Kendin Oldin
- Bulutsuzluk Özlemi (2006—2007) Bulutsuzluk Özlemi 20. Yıl — Yüzünde Yaşam Izleri Vardı и Bağdat Kafe
- Onno Tunc (2007) — Bir Çocuk Sevdim
- Rock Sınıfı (2008) — Madde
- Güldünya Şarkıları (2008—2009) — Karar Verdim
- Selim Demirdelen Dut Ağacı (2009) — Ben Yaptım и Yok Olduk
- Hande Yener Hayrola? (2009) — Siz (слова и музыка написаны Айлин)
- Letzte Instanz Schuldig (2009) — Der Garten
- Duvara Karşı (2004) — Senin Gibi (песня и клип использованы в фильме)
- İki Genç Kız (2005) — Keşke (саундтрек)
- Вalans ve Manevra (2005) — Bazı Yalanlar (саундтрек)
- Bulent Ortacgil (2010) — Mavi Kus

## Фильмография
- Вalans ve Manevra (2005)
- Son (2012)
- Şarkı Söyleyen Kadınlar (2012)

## TV/Radio
- Açık Radyo (2010.03.22) — Dinleyici Destek Projesi (ведущая)
- Haber Türk — Kıyıdan (2010) (саундтрек)
- Haber Türk (2011—2012) Ses…Bir…Iki…Üç (ведущая)